# Rhinobatos obtusus
The widenose guitarfish (Rhinobatos obtusus) là một loài cá thuộc họ Rhinobatidae. Loài này có ở Bangladesh, Ấn Độ, Indonesia, Malaysia, Myanmar, Pakistan, Sri Lanka, and Thái Lan. Các môi trường sống tự nhiên của chúng là open seas, shallow seas, coral reefs, and estuarine waters.